# Parodius (jeu vidéo, 1988)
Parodius (パロディウス ～タコは地球を救う～, Parodius ～Tako wa Chikyū o Sukū～) est un jeu vidéo de type shoot them up développé et édité par Konami, sorti en 1988 sur MSX. Il s'agit d'une transposition du concept de Gradius et d'autres jeux de tir dans un univers décalé et parodique. Le jeu a été commercialisé uniquement au Japon.
Parodius constitue le premier épisode de la série Parodius.

## Rééditions
- 1998 - PlayStation et Saturn dans la compilation Konami Antiques: MSX Collection ;
- 2006 - téléphone mobile ;
- 2007 - PlayStation Portable dans la compilaton Parodius Portable ;
- 2010 - Wii CV ;
- 2013 - Wii U CV ;
- 2014 - Project Egg.